# 弗兰克·G·斯劳特
弗兰克·G·斯劳特（Frank Gill Slaughter，1908年2月25日—2001年5月17日）是一位美国小说家和医生，他將自己的行醫经历寫進了自己的小說，此外由於他对历史和圣经感兴趣，他的小說裡面也提到了這些內容。他還经常通过小说向读者介绍医学研究的新发现和新的医疗技术。